# Łukasz Konarzewski

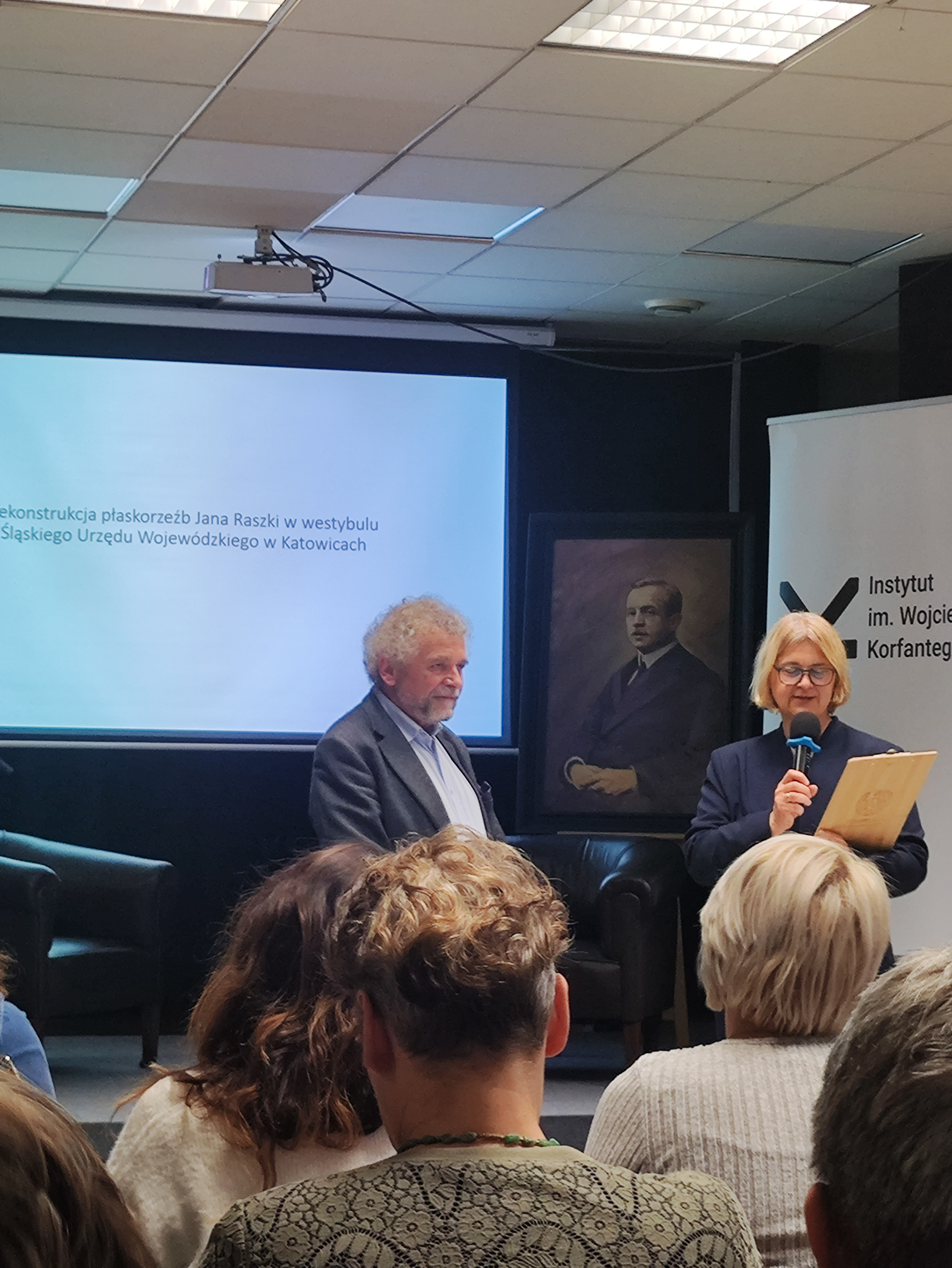
Łukasz Konarzewski i Ewa Caban podczas Sesji Konserwatorskiej „Wnętrza”, która odbyła się 12 grudnia 2023, w Instytucie im. Wojciecha Korfantego przy ul. Teatralnej 4 w Katowicach

Łukasz Konarzewski (ur. 22 września 1955 w Istebnej) – polski historyk sztuki, konserwator zabytków, pracownik administracji publicznej rządowej i samorządowej, od 1 lipca 2017 do 20 stycznia 2025 pełnił funkcję Śląskiego Wojewódzkiego Konserwatora Zabytków.

## Życiorys
Pochodzi z czynnej na Śląsku od 1920, artystycznej rodziny Konarzewskich, zamieszkałych w Istebnej. Syn Ludwika Konarzewskiego-juniora i Joanny Konarzewskiej.
Studiował w katedrze historii sztuki na Uniwersytecie Kardynała Stefana Wyszyńskiego w Warszawie (wówczas Akademia Teologii Katolickiej). W 1984 obronił pracę dyplomową, dotyczącą sztuki polskiej I połowy XX w., napisaną pod kierunkiem ks. prof. Janusza Pasierba i dra hab. Andrzeja Olszewskiego.
Z ramienia publicznego zajmuje się zasobami, zarządzaniem oraz upowszechnianiem kultury, ochroną zabytków, a także kształtowaniem otoczenia. Między innymi w latach 1991–1999 był Miejskim Konserwatorem Zabytków w Cieszynie. Dzięki stworzeniu i zastosowaniu przezeń prekursorskiej wówczas metody w dziedzinie ochrony zabytków, interdyscyplinarnie łączącej działania i zagadnienia konserwatorskie, socjologiczne i społeczne oraz planistyczne, udało się w dużym stopniu odzyskać i utrwalić historyczny i oryginalny charakter Cieszyna, co miało także widoczny wpływ na jakość przestrzeni publicznej. Dzięki temu miasto stało się przykładem naśladowanym w zakresie nowych rozwiązań konserwatorsko-architektonicznych w regionie, a także poza nim. Natomiast w zakresie naukowo-badawczym jest współodkrywcą części średniowiecznego systemu obronnego na Wzgórzu Zamkowym w Cieszynie, w tym zwłaszcza cylindrycznej wieży tzw. ostatecznej obrony z XIII wieku. Odkrycie to ma znaczenie w zakresie stanu badań nad historią architektury w Polsce.
Prowadzi badania na temat metodologii opieki nad zabytkami i ich ochrony oraz wpływu działań administracji publicznej na kształtowanie otoczenia i krajobrazu kulturowego.
Od końca lat 90. zajmuje się identyfikacją, deskrypcją, zarządzaniem, promocją i ochroną kultury oraz dziedzictwa kulturowego na, leżącym na pograniczu Polski i Czech, Śląsku Cieszyńskim. Autor kilkuset opracowań i publikacji z zakresu sztuki i kultury XIX i XX wieku na Górnym Śląsku, dotyczących w szczególności ochrony dziedzictwa kulturowego, metodologii i wytycznych w tej dziedzinie, historii i zasobów kultury i sztuki, a także biografii artystycznych oraz bibliografii historii sztuki Śląska Cieszyńskiego.
Inicjator i redaktor pierwszej monografii Śląska Cieszyńskiego z zakresu historii sztuki, autor jednego z pierwszych w Polsce – Powiatowego programu opieki nad zabytkami … dla powiatu cieszyńskiego oraz Vademecum współczesnych twórców kultury i zespołów artystycznych … w powiecie cieszyńskim. W regionie tym jest też m.in. współtwórcą, a od 2015 – przewodniczącym komisji Nagrody im. ks. Leopolda Jana Szersznika, stanowiącej najwyższe wyróżnienie i promocję dla osób oraz instytucji tworzących, upowszechniających i chroniących dziedzictwo kulturowe po polskiej stronie Śląska Cieszyńskiego, a także w leżącej w Czechach zachodniej jego części, zwanej Zaolziem.
Postanowieniem Prezydenta RP z grudnia 2022 odznaczony Medalem Stulecia Odzyskanej Niepodległości.

## Ważniejsze opracowania i publikacje
- Ludwik Konarzewski senior (1989)
- Wytyczne konserwatorskie w formie koncepcji projektowych dot. Rynku w Niepołomicach pod Krakowem (1994)
- Wytyczne konserwatorskie w formie koncepcji projektowych dot. placu ratuszowego w Niepołomicach pod Krakowem (1995)
- Wytyczne konserwatorskie dot. domu sukienników w Bielsku – Białej (1996)
- Malarstwo rzeczywiste Ludwika Konarzewskiego-juniora (1998)
- Joanna Konarzewska, czyli kwiaty śląskie (2001)
- Alegorie patriotyczno – religijne Ludwika Konarzewskiego-seniora w malarskim ujęciu Iwony Konarzewskiej (2003)
- Krajobraz kulturowy Polski w przededniu przystąpienia do Unii Europejskiej – sposoby ochrony i kształtowania na przykładzie działań administracji publicznej w Cieszynie (2003)
- Kurtyna Malarska z Ustronia (2005)
- Cieszyn już nie zabytkowy (2007)
- Powiatowy program opieki nad zabytkami w powiecie cieszyńskim (2008)
- Vademecum współczesnych twórców kultury i zespołów artystycznych powiatu cieszyńskiego (2009)
- Ewidencja obiektów zabytkowych powiatu cieszyńskiego (2010)
- Kultura w polskiej części Śląska Cieszyńskiego w okresie międzywojennym (2011)
- Katalog zbiorów prac plastycznych rodziny Konarzewskich oraz muzealiów w Istebnej na Buczniku (2012)
- Życie Kulturalne (2015)
- Kultura i sztuka Śląska Cieszyńskiego na przestrzeni wieków (monografia – prace redakcyjne i współautorstwo) – tom 8 serii „Dzieje Śląska Cieszyńskiego od zarania do czasów współczesnych” pod red. Idziego Panica (2016)
- Wpływ administracji publicznej na jakość przestrzeni na przykładzie działań konserwatorskich w latach 90. XX wieku w Cieszynie (2016)